# Арзамасцев, Александр Павлович
Александр Павлович Арзамасцев (1933—2008) — советский учёный и педагог, в области фармацевтической химии, доктор фармацевтических наук, профессор, академик РАМН (2000; член-корреспондент с 1997). Заслуженный деятель науки Российской Федерации (1995). Лауреат Премии Правительства Российской Федерации в области науки и техники (2008).

## Биография
Родился 25 ноября 1933 года в селе Рудня Нижне-Волжского края. 
С 1950 по 1955 год обучался на фармацевтическом факультете Первого Московского государственном медицинского института, который окончил с отличием. С 1955 по 1957 год обучался в аспирантуре этого института по кафедре фармации. С 1957 по 1960 год на педагогической работе в этом же институте и на этой же кафедре в качестве ассистента.
С 1960 по 1965 год на работе в Женеве в качестве эксперта Всемирной организации здравоохранения (англ. World Health Organization, WHO). С 1966 по 1975 год на научной работе во Всесоюзном химико-фармацевтическом институте в должности — заведующий отделом фармакопейного анализа. С 1975 по 1979 год на научной работе во ВНИИ антибиотиков в должностях: с 1975 по 1977 год — заведующий отдела стандартизации, с 1977 по 1979 год — заместитель директора этого института по науке. 
С 1979 по 2008 год на педагогической работе в Первом Московском государственном медицинском университете в должностях:  заведующий кафедрой  фармацевтической химии, одновременно с 1983 по 2003 год — декан фармацевтического факультета. С 1999 по 2008 год одновременно с педагогической занимался и административной работой в качестве — председателя Фармакопейного комитета Министерства здравоохранения и социального развития Российской Федерации.

### Научно-педагогическая деятельность и вклад в науку
Основная научно-педагогическая деятельность А. П. Арзамасцева была связана с вопросами в области фармацевтической химии, он занимался исследованиями по изучению химических превращений и физико-химических свойств лекарственных препаратов. А. П. Арзамасцев являлся — членом экспертного совета ВОЗ, вице-президентом Российской фармацевтической ассоциации и членом Международной фармацевтической федерации, 
являлся — почётным доктором Воронежского государственного университета и почётным членом Литовского фармацевтического общества.
В 1959 году защитил кандидатскую диссертацию, в 1973 году защитил диссертацию на соискание учёной степени доктор фармацевтических наук, в 1981 году ему была присвоена учёная звание профессора. В 1997 году он был избран член-корреспондентом, а в 2000 году — академиком  РАМН. Им было написано более четыреста пятьдесят научных работ, в том числе двадцать шесть свидетельств на изобретения, им было подготовлено двенадцать докторов и семьдесят три кандидата наук.
Скончался 23 декабря 2008 года в Москве. Похоронен на Востряковском кладбище (участок 46).

## Звания и премии
- Орден «Знак Почёта» (1995)[5]
- Заслуженный деятель науки Российской Федерации (1995)[6]
- Премия Правительства Российской Федерации в области науки и техники (2008)[7]